# Verbascum galilaeum
Verbascum galilaeum är en flenörtsväxtart som beskrevs av Pierre Edmond Boissier. Verbascum galilaeum ingår i släktet kungsljus, och familjen flenörtsväxter. Inga underarter finns listade i Catalogue of Life.